# Fonti e storiografia su Marco Aurelio

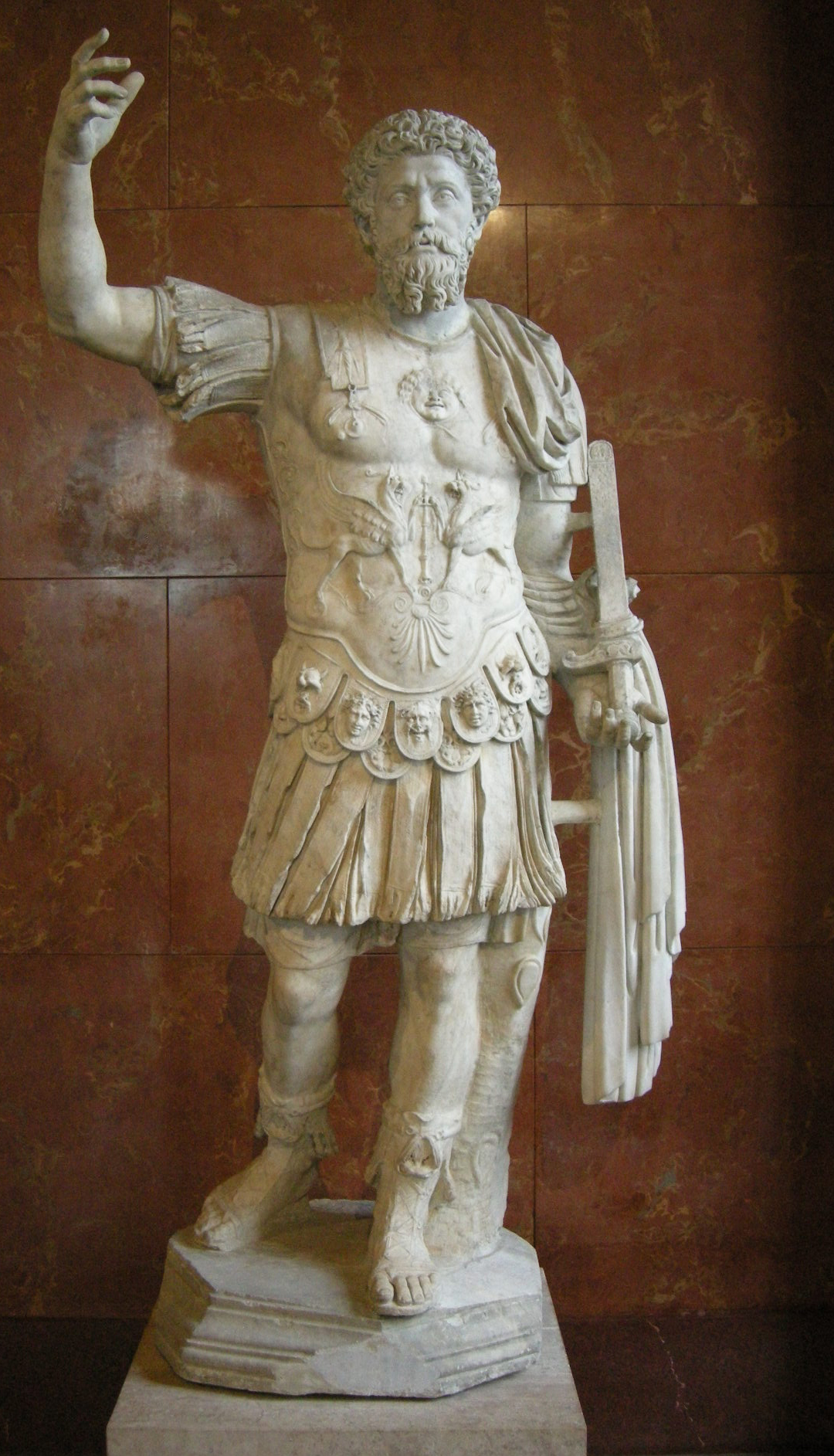
Statua di Marco Aurelio in uniforme militare (Museo del Louvre, Parigi).

Per fonti e storiografia su Marco Aurelio si intendono le principali fonti (letterarie, numismatiche, archeologiche, ecc.) contemporanee alla vita dell'imperatore romano Marco Aurelio, nonché la descrizione degli eventi di quel periodo e l'interpretazione datane dagli storici, formulandone un chiaro resoconto (logos), grazie anche all'utilizzo di più discipline ausiliarie.

## Fonti biografiche
Le principali fonti per la vita e il ruolo di Marco Aurelio, Antonino Pio e degli altri membri della famiglia sono frammentarie e spesso inaffidabili. Il gruppo più importante di fonti, ovvero quello rappresentato dalle biografie contenute nella Historia Augusta, è attribuito a una serie di autori vissuti tra la fine del III e il IV secolo in epoca teodosiana (anche se c'è chi lo attribuisce all'epoca dioclezianea-costantiniana), ma pare che esso in realtà sia stato composto da un solo autore, successivamente al IV secolo, come sostenuto dal Syme e dal Birley.
Le biografie più tarde e quelle degli imperatori subordinati e degli usurpatori sono per lo più piene di imprecisioni o falsità, ma le biografie precedenti, derivate principalmente da fonti ormai perdute (come Mario Massimo), ma anche da Eutropio e Aurelio Vittore, sono molto più accurate. Le biografie di Marco Aurelio, Adriano, Antonino Pio e Lucio Vero sono in gran parte affidabili, secondo quanto sostiene il Birley, mentre quelle di Elio Vero e Avidio Cassio sono in massima parte fantasiose.
Di Frontone, maestro di retorica di Marco e di vari funzionari di Antonino Pio, si conservano una serie di manoscritti irregolari, che coprono il periodo 138-166. Nei Colloqui con se stesso Marco offre una finestra sulla sua vita interiore, ma gran parte dei libri risultano senza riferimenti cronologici e fanno pochi accenni specifici al mondo esterno.
La più attendibile fra le principali fonti del periodo è Cassio Dione, un senatore greco originario della Bitinia che scrisse una storia di Roma dalla sua fondazione al 229, in ottanta libri, la Storia romana. Dione è di vitale importanza per la storia militare del periodo, ma i suoi pregiudizi senatoriali e una forte opposizione all'espansione imperiale oscurano la sua prospettiva, come era accaduto con Tacito e Svetonio nei confronti dei Giulio-Claudii.
Altre fonti letterarie forniscono ulteriori informazioni sul contesto storico e sociale in cui visse l'imperatore: si tratta degli scritti del medico Galeno circa le abitudini della nobilitas legata alla famiglia antonina, delle orazioni di Elio Aristide sul costume di quei tempi e delle costituzioni imperiali di Marco e Antonino, conservate nel Digesto, nel Codice giustinianeo e in altre parti del Corpus iuris civilis, la raccolta di leggi e commenti giurisprudenziali voluta da Giustiniano I. Epigrafi e monete possono integrare le fonti letterarie, senza dimenticare i numerosi reperti archeologici presenti nelle principali raccolte museali di tutto il mondo.

## Giudizi storici

### Marco Aurelio nella storiografia antica

#### Cassio Dione
Lo storico contemporaneo Cassio Dione Cocceiano elogiò Marco Aurelio, descrivendone il carattere:
(Cassio Dione, 72, 34.)

#### Historia Augusta

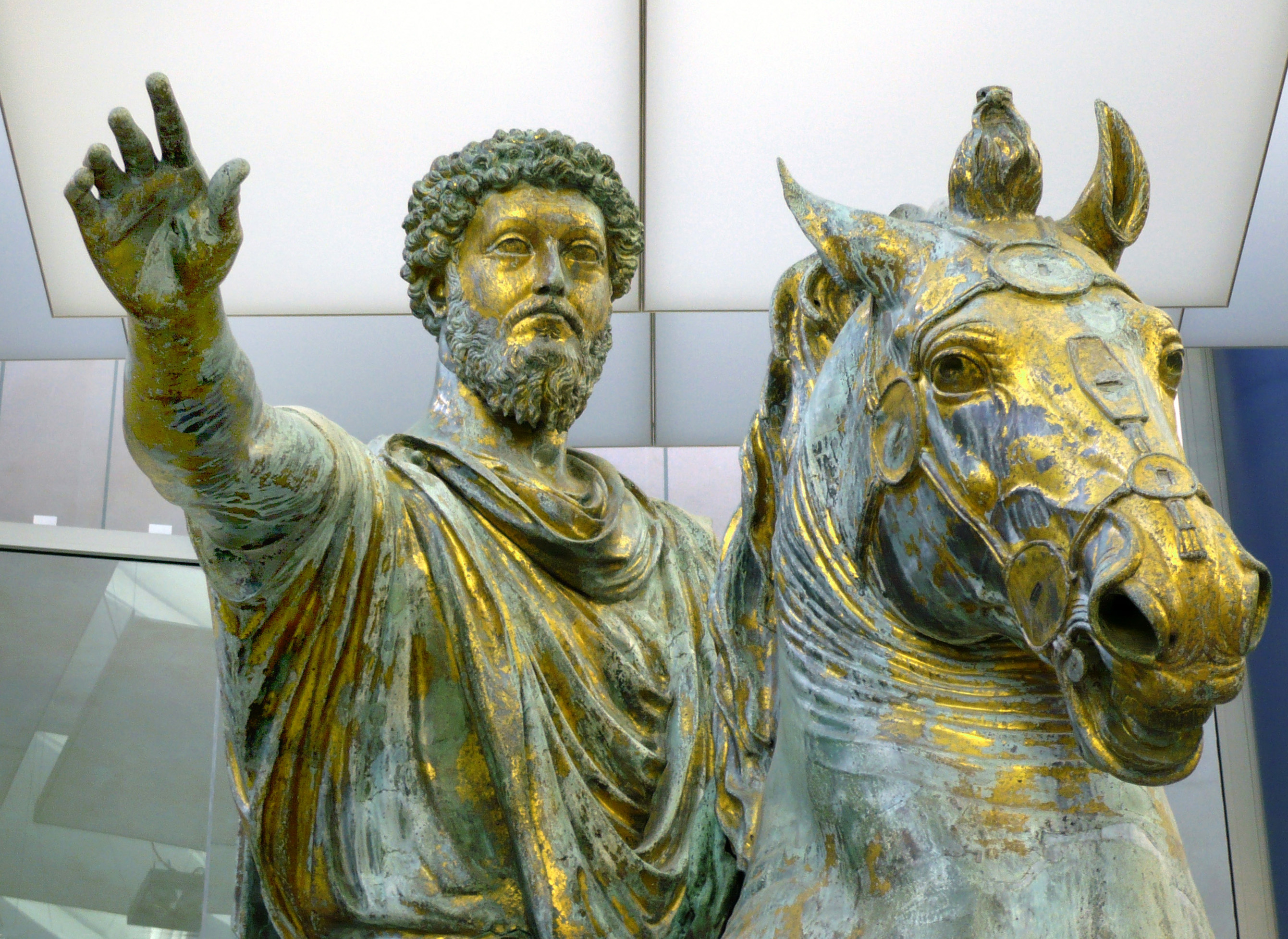
L'originale statua equestre di Marco Aurelio, Roma, Musei capitolini (particolare)

Nella tarda Historia Augusta, probabilmente rielaborazione, per quanto riguarda Marco, della biografia scritta da Mario Massimo, si parla in questi termini:
(Historia Augusta, Marcus Aurelius, 15.1-6)
Sul rapporto con la famiglia e con il figlio Commodo:
(Historia Augusta, Marcus Aurelius, 16.1-2)
Viene descritto anche come l'Optimus princeps (come in passato era accaduto a Traiano) e come l'esempio dell'uomo dotato di ogni virtù:
(Historia Augusta, Marcus Aurelius, 16.3-7)

#### Erodiano
Erodiano, anch'egli contemporaneo, anche se vissuto soprattutto in epoca severiana, sottolinea la devozione alla sua famiglia, per mettere in contrasto le virtù di Marco e i difetti di Commodo, non generati da colpe del padre:

### Storiografia successiva

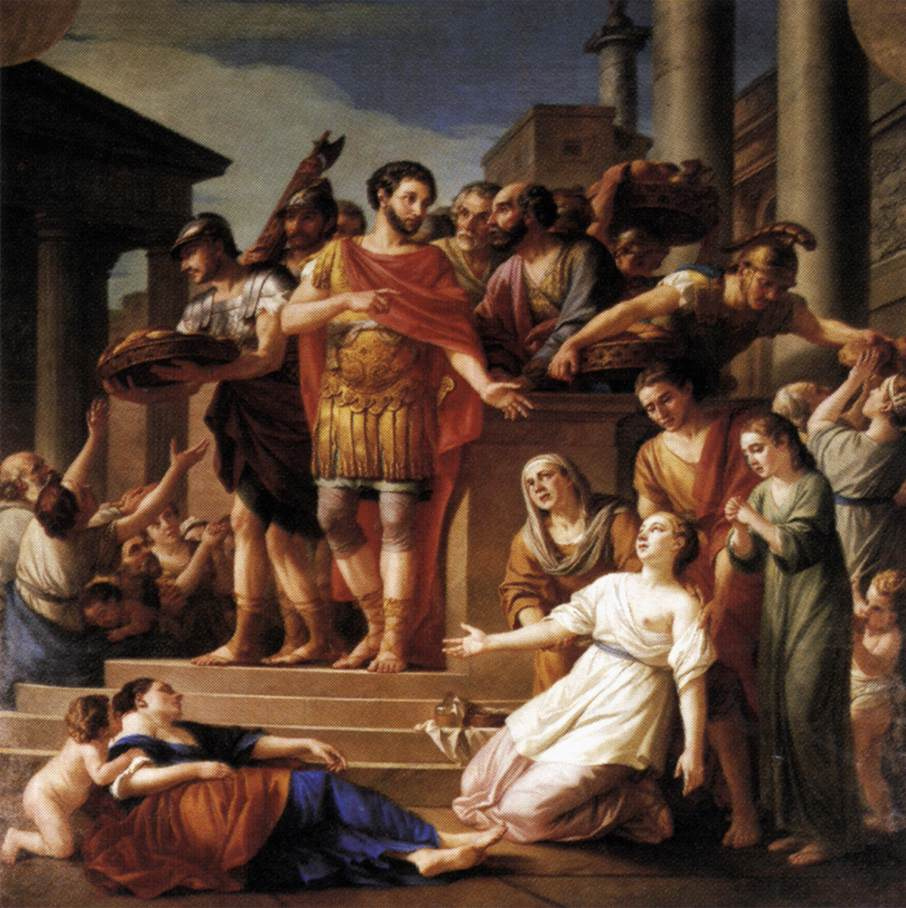
Joseph-Marie Vien, Marco Aurelio distribuisce il pane al popolo

La figura di Marco Aurelio ricevette apprezzamenti per molti secoli a venire. Niccolò Machiavelli cita Marco Aurelio come un uomo straordinario, dotato di infinite virtù, fra cui l'amore per la pace e per la giustizia. Machiavelli a questo punto spiega che, anche se gli imperatori romani con queste qualità non godevano di grande stima presso i soldati (che preferivano gli imperatori-militari), Marco Aurelio non fu mai vittima di una congiura perché aveva ottenuto l'imperium per diritto ereditario (anche se adottivo), non dovendo pertanto essere riconosciuto da nessuno. Fu dunque funesto per Pertinace e Alessandro Severo (che non furono "imperatori ereditari"; Pertinace fu un generale vittorioso, Alessandro Severo un lontano parente dell'imperatore Settimio Severo, ma non un erede diretto o da questi adottato) volerlo imitare e cercare di perseguire politiche pacifiche.
Voltaire considera Marco Aurelio come uno dei massimi filosofi e politici di tutti i tempi: nel Dizionario filosofico, elogiando l'imperatore Giuliano, lo paragonò a Marco stesso, che egli definì "il primo degli uomini". E alla voce "Filosofo" aggiunse: "I Romani poi ebbero Cicerone, che da solo vale forse quanto tutti i filosofi della Grecia. Dopo di lui vennero uomini ancor più degni di rispetto, tanto che imitarli fu impresa pressoché disperata: sono lo schiavo Epitteto e gli imperatori Marco Aurelio e Giuliano". Voltaire difende Marco Aurelio dalle accuse di persecuzioni ai cristiani: "Ancor meno darò il nome di persecutori a Traiano o agli Antonini: mi sembrerebbe di bestemmiare".
Riferito poi ad Antonino Pio o forse proprio allo stoico Marco Aurelio Antonino scrive anche: 
(Estratto dalla voce Virtù del Dizionario Filosofico di Voltaire)
Edward Gibbon, nel XVIII secolo, sulla scia della ricerca storica illuminista di Voltaire, lo incluse tra i "buoni imperatori", emuli di Augusto e Tito, assieme a Nerva, Traiano, Adriano e Antonino Pio.
Michael Grant, scrive di Commodo e della successione a Marco Aurelio:
(Grant 1968, p. V.)
C'è, tra i molti elogi, anche chi ha criticato alcuni aspetti del suo governo, come la successione voluta a tutti i costi per il figlio, il silenzio sulle persecuzioni contro i cristiani (rilevato soprattutto da parte di alcuni autori cattolici) e talune indecisioni su questioni importanti.

### Eredità e reputazione postuma

50 centesimi di Euro per l'Italia, la statua equestre di Marco Aurelio in Campidoglio

Alcuni imperatori successivi utilizzarono il nome "Marco Aurelio" per accreditare un inesistente legame familiare con lui. Marco venne, quindi, identificato come un "re filosofo" nel corso della sua vita, e il titolo gli sarebbe rimasto anche dopo la morte: sia Dione sia il biografo della Historia Augusta lo chiamano "il filosofo", così come alcuni autori cristiani, come Giustino Martire, Atenagora, Melito e Tertulliano. Alcuni definirono Marco, più filantropo che filosofo, paragonandolo ad Antonino Pio e Adriano, ed in contrasto con gli imperatori persecutori dei filosofi come Domiziano e Nerone, per rendere la differenza più audace, sottolineando il suo carattere e il suo esempio di retta condotta. Come Traiano, venne indicato come un esempio di ottimo governante (optimus princeps), e successivamente venne anche descritto quasi come una sorta di "santo pagano", un uomo completo sotto ogni punto di vista.